# Julius Juhlin
Anders Julius Juhlin, född 26 juli 1861 i Vårdsbergs församling, Östergötlands län, död 10 januari 1934 i Oscars församling, Stockholms stad, var en svensk politiker, riksdagsledamot, Sveriges civilminister 1906–1907 och generaldirektör i Generalpoststyrelsen 1907–1926.

## Biografi
Juhlin var son till lantbrukaren Magnus Petersson och Carolina Nilsson. Han tog mogenhetsexamen vid högre allmänna läroverket i Linköping 1881 och blev inskriven vid Uppsala universitet 1882, där han blev filosofie kandidat 1884. 1886–1891 var Juhlin amanuens vid meteorologiska institutionen. Han blev filosofie licentiat 1890, filosofie doktor och docent i meteorologi vid Uppsala universitet 1891, lektor i fysik och kemi vid Högre allmänna läroverket i Skara 1892 och rektor där 1893–1906.
Juhlin tillhörde Arvid Lindmans regering som civilminister mellan den 29 maj 1906 och 4 december 1907, därefter var han generaldirektör och chef för Generalpoststyrelsen mellan 1907 och 1925. År 1913 blev han mångårig ordförande i styrelsen för Civilstatens änke- och pupillkassa.
Under Juhlins ledning av postverket skedde ämbetsverkets rationalisering och förändring till ett affärsdrivande verk. Efter första världskriget tog Juhlin aktiv del i ansträngningen att återknyta det internationella samarbetet i postfrågor och var en av ledarna vid världspostkongressen i Stockholm 1924.
Som politiker var Juhlin riksdagsledamot i första kammaren för Östergötlands läns valkrets 1908–1911, ledamot av Skara stadsfullmäktige 1895–1906 (där han var ordförande i drätselkammaren 1896–1906) samt landstingsman i Skaraborgs läns landsting 1900–1905.

### Familj
Juhlin gifte sig 1892 med Anna Hilda Maria Krouthén (1860–1916), dotter till handlanden Johan Conrad Krouthén och Hilda Amalia Åberg. Paret fick barnen Elsa Hilda Maria (född 1894), Märta Gunhild Elisabet (född 1895), Anna Ingrid (född 1896), Elis Gunnar Julius (född 1898), Brita Margareta (född 1900) och Hans Magnus Olof (född 1904).

## Utmärkelser

### Svenska utmärkelser
- Kommendör med stora korset av Nordstjärneorden, 6 juni 1916.[4]
- Kommendör av första klassen av Nordstjärneorden, 30 november 1907.[5]

### Utländska utmärkelser
- Första klassen av Chilenska förtjänsttecknet, tidigast 1921 och senast 1925.[6][7]
- Storkorset av Danska Dannebrogorden, tidigast 1918 och senast 1921.[6][8]
- Första klassen av Egyptiska Nilorden, tidigast 1925 och senast 1928.[7][9]
- Storkorset av Etiopiska Stjärnorden, tidigast 1925 och senast 1928.[7][9]
- Storkorset av Finlands Vita Ros’ orden, tidigast 1921 och senast 1925.[6][7]
- Första klassen av Kinesiska Gyllene skördens orden, tidigast 1925 och senast 1928.[7][9]
- Storkorset av Norska Sankt Olavs orden, tidigast 1918 och senast 1921.[6][8]
- Första klassen av Persiska Lejon- och solorden, tidigast 1925 och senast 1928.[7][9]
- Storkorset av Polska Polonia Restituta, tidigast 1925 och senast 1928.[7][9]
- Riddare av första klassen av Ryska Sankt Stanislausorden, senast 1915.[10]
- Första klassen av Thailändska kronorden, tidigast 1925 och senast 1928.[7][9]
- Storkorset av Spanska Isabella den katolskas orden, tidigast 1921 och senast 1925.[6][7]
- Storkorset av Tunisiska orden Nischan el Iftikhar, tidigast 1925 och senast 1928.[7][9]
- Första klassen av Ungerska förtjänstkorset, tidigast 1928 och senast 1931.[9][11]
- Storofficer av Franska Hederslegionen, tidigast 1925 och senast 1928.[7][9]
- Riddare av andra klassen med kraschan av Preussiska Röda örns orden, senast 1915.[10]